# Callulina dawida
Callulina dawida é uma espécie de anfíbio anuro da família Brevicipitidae. Está presente no Quénia. Não foi ainda avaliada pela UICN.